# أحمد محمود نجيب
أحمد محمود نجيب رائد أدب الأطفال ولد في 1347 هـ الموافق 27 يوليو 1928، الجيزة.

## المؤهلات العلمية
- دبلوم معهد المعلمين الخاص 1948.
- إجازة معهد الدراسات العليا للمعلمين 1952.
- ليسانس آداب جغرافيا 1952.
- معهد التخطيط القومى 1963.
- ماجستير في الآداب من جامعة القاهرة 1972.[4]
- شهادة أكاديمية العلوم التربوية الألمانية في برلين 1972.

## الوظائف التي تقلدها
- ناظر المدرسة النموذجية بمركز التنظيم والتدريب بقليوب.
- مفتش بوزارة التربية والتعليم ومشرف على بحوث تخطيط التعليم بالمنوفية.
- خبير تخطيط بوزارة التربية والتعليم.
- رئيس قسم التدريب وإعداد المعلمين بوزارة التربية والتعليم.
- رئيس قسم المسوح بوزارة التربية والتعليم.
- رئيس قسم تخطيط الأنشطة التربوية بوزارة التربية والتعليم.
- رئيس قسم المكتبات المدرسية بوزارة التربية والتعليم ومنتدب إلى جانب عمله لتدريس مادة أدب الأطفال بدار المعلمات بالعباسية وهي الدار الوحيدة التي تدرس هذه المادة الجديدة بالقاهرة.

## الهيئات التي ينتمى إليها
- عضو لجنة ثقافة الطفل بالمجلس الأعلى للثقافة.

## المؤتمرات التي شارك فيها
- قام بدور رئيسى في تنظيم حلقة العناية بالثقافة القومية للطفل العربي، بيروت 1970.
- اشترك في إقامة مؤتمر برامج الأطفال في الإذاعة والتليفزيون الذي نظمه اتحاد الإذاعات العربية بالقاهرة مايو 1971، وأعد بحثا نوقش في المؤتمر.
- أسهم وهو في ألمانيا في أعمال مؤتمر كتب ومجلات الأطفال الذي أقامه المجلس الأعلى لرعاية الفنون والآداب والعلوم الاجتماعية.
- أسهم كمحاضر في تنفيذ أول برنامج طويل المدى أقامته وزارة الثقافة لتدريب كتاب الأطفال في مصر وقد طبعت محاضراته في كتاب «فن الكتابة للأطفال» الذي يعتبر أول كتاب باللغة العربية.

## الإنتاج الأدبي
- مجموعة من البحوث والدراسات عن أدب الأطفال نوقشت في عدد من المؤتمرات المحلية والدولية. كتب نحو 40 كتابا معظمها قصص ومسرحيات للأطفال باللغتين العربية والإنجليزية وبعض الكتب العلمية والمترجمة منها:
- القصة في أدب الأطفال.
- أدب الأطفال علم وفن.
- سلسلة قصص «مغامرات عقلة الإصبع».
- كتاب «مسرح العرائس».
- سلسلة «تمثيليات المسرح المدرسى».
- سلاسل قصص «مغامرات الشاطر حسن».
- «حكايات الجيل الجديد».[5]

## الجوائز والأوسمة
- جائزة الدولة التشجيعية في الآداب من المجلس الأعلى لرعاية الفنون والأداب والعلوم الاجتماعية، عام 1972.
- وسام العلوم والفنون من الطبقة الأولى عام 1972م.
- جائزة الدولة التشجيعية في الآداب من المجلس الأعلى للثقافة، عام 1989.
- جائزة الملك فيصل العالمية للأدب العربي[6] 1411 هـ/ 1991 مشاركة مع عبد التواب يوسف وعلي الصقلي.
- نوط الامتياز من الطبقة الأولى.
- حصل على العديد من الجوائز والدروع والميداليات الذهبية التذكارية.

## عن كتبه
اختارت أكبر الجامعات في أمريكا مجموعة من كتبه لتدرسه، واختير قصة من قصصه ليدرسها طلاب الصف الخامس الابتدائي اسمها (مغامرات في اعماق البحار), وهو صاحب أول كتاب للكبار عن الأطفال باسم «فن كتابة الأطفال» الذي باع أكثر من 3000000 نسخة في أول أسبوع وكتب اسمه على أحد شوارع مدينة الرياض واختير ضمن (الشخصيات المصرية الهامة).